# 北野尚文
北野 尚文（きたの なおふみ、1946年1月13日 - ）は、日本の高校野球指導者。福井県出身
福井県立福井商業高等学校硬式野球部監督として春夏通算36度の甲子園を経験した高校野球界を代表する名将。福井県立敦賀高等学校、龍谷大学経済学部卒。

## 経歴
1968年に大学卒業後、福井商に商業科教諭として赴任し、硬式野球部監督に就任。1971年春の選抜高校野球で甲子園初出場。以後42年に渡って福井商を率いた。同校は高校野球ファンや県内から「北野学校」と呼ばれるほどで、「心」「技」「体」全ての表現を根ざしている。1986年夏から8季連続甲子園出場を果たすなど、同校の存在を一躍有名にした。
常に全国に通用するチーム作りを目指しており、選手がいくら止めようとも指導を緩めることはない（実際に選手が3名だけになっても止めなかった）。しかしハードな練習が苦になって辞めた生徒には自ら家に赴いて説得に当たるなど、精神面のケアは的確で、選手の家族にも信頼を得ていると言う。
2010年7月28日に同年度をもって野球部監督を勇退することを表明。夏の甲子園での最後の試合は、同年8月15日に行われた二回戦（対報徳学園）であった。

## 主な戦績
- 春：出場17回・14勝17敗・準優勝1回（1978年）・4強1回（2002年）・8強1回（1975年）
- 夏：出場19回・17勝19敗・4強1回（1996年）
- 通算：出場36回・31勝36敗

降雪による地理的ハンディのある地域において、星稜高校監督だった山下智茂と共に北信越勢を引っ張ってきた。通算成績こそ負け越してはいるが過去には箕島、横浜、明徳義塾、PL学園と当時の優勝候補を破る大物食いを度々演じて存在感を発揮している。甲子園出場36回は2018年春に智弁学園・智弁和歌山の高嶋仁に抜かれるまでは最多記録であった(単独校での出場回数としては明徳義塾・馬淵史郎と並んで現在も最多タイ。ただし馬淵の出場回数には中止となった第92回選抜高等学校野球大会を含む)。